# Nokia Asha 303
Il Nokia Asha 303 è uno smartphone dotato di tastiera fisica prodotto da Nokia.
È stato presentato il 26 ottobre 2011 al Nokia World 2011 insieme ad altri tre modelli della serie Asha: il 200, il 201 e il 300. Questo terminale è uscito in Italia il 19 gennaio 2012 al prezzo di 149 € per poi aumentare di 99 €. Questo dispositivo ha un display capacitivo da 2.6" con una fotocamera da 3,2 MPX. Memoria espandibile con microSD fino a 32 GB.

## Hardware

### Processore
Lo smartphone utilizza lo stesso processore ARM11 da 1 GHz utilizzato nei Nokia 500, 600 e 700. A differenza di questi ultimi tuttavia, non possiede la GPU dedicata Broadcom, poiché non supportata dal sistema operativo della Serie 40 di Nokia, di cui lo smartphone fa parte.

### Schermo e input
Lo smartphone è dotato di un display touchscreen capacitivo da 2.6 pollici, con una risoluzione di 320x240 pixel (QVGA, 154 ppi).
La tastiera è retroilluminata e disponibile in diversi layout (QWERTY, AZERTY etc.) a seconda della regione.
La fotocamera posteriore non possiede zoom meccanico, ma solamente digitale 4x, inoltre non è presente alcun flash. Il sensore interno ha 3.2 MP.

### Audio e output
Il Nokia Asha 303 possiede un microfono ed uno speaker, situato nella parte posteriore del telefono, al di sotto della cover della batteria.
Nella parte superiore si trova un connettore AV da 3.5 mm, che gestisce audio stereo in uscita ed un microfono in ingresso. Tra quest'ultimo connettore e quello dedicato alla ricarica della batteria, si trova una presa USB 2.0 micro.
Il Bluetooth v2.1 +EDR (Enhanced Data Rate) fornito è in grado di gestire audio stereo in uscita.

### Batteria e SIM
La batteria BP-3L da 1300 mAh è in grado di garantire da 7 a 8 ore di tempo in chiamata, da 30 a 35 giorni in modalità standby e 47 ore di riproduzione di musica.
la SIM card è posizionata al di sotto della batteria, ed è raggiungibile rimuovendo il pannello posteriore.